# Отворени метод усаглашавања
Отворени метод усаглашавања (Отворени метод координације) представља релативно нови метод за усаглашавање политика у Европској унији. Замишљен је тако да укључи широк круг учесника који заједно раде на остварењу поменутог циља. Заснован је на учењу, односно на ширењу знања и искуства, а карактерише га специфична процедура којом се постиже усаглашавање. Тако сложена појава може се посматрати из различитих перспектива. У питању је „еластични појам“, јер његова генеза није довршена и разликује се у зависности од области у којима се примењује према уговорној бази о надлежностима Европске уније, затим спремности држава чланица да предузму заједничке акције, као и према значају и разрађености процедуре усаглашавања. Стога је при његовом тумачењу потребно истаћи константно уобличавање у областима у којима се примењује и ширење метода или неких његових механизама на остале политике.

## Историјат
Отворени метод усаглашавања дефинисан је у Лисабону 2000. године као нови модел управљања у Европској унији, међутим, тада је заправо уобличен и именован процес који се одвијао годинама уназад у различитим политикама. Процес усаглашавања националних политика заправо започиње још од самог настанка европских заједница. Уговорима о њиховом оснивању из педесетих година прошлог века и Јединственим европским актом предвиђено је усаглашавање као средство заједничког наступа у европским заједницама. Овакво усаглашавање није било довољно јасно, те је пажња усмерена претежно на облике твдог права, као што су директиве, уредбе и одлуке.
Стварање Отвореног метода усаглашавања у данашњем облику почело је почетком деведесетих, променом политичког и економског контекста, када је Уговором из Мастрихта основана Европска унија. Тиме је предвиђена ближа сарадња у већем броју политика. Овим уговором установљене су Широке економске политичке смернице (Broad Economic Policy Guidelines-BEPG) у оквиру Економске и монетарне уније.
Одлучујући моменат за успостављање метода представља, наиме, усвајање Лисабонске стратегије. Њоме су синтетизована дотадашња деловања и створена је јединствена политичка агенда за развој и нове послове у ЕУ. Основа за стратегију била је врло амбициозна визија да Европа постане најконкурентније и најдинамичније друштво у свету и економија заснована на знању, коју карактерише одрживи развој, више послова и већа социјална кохезија, а све то до 2010. године. Без обзира на преамбициозност идеје, постигнуто је веома много у дефинисању метода.

## Појам и дефинисање
Отворени метод усаглашавања је метод управљања у Европској унији у областима у којма се чланице суочавају са сличним изазовима, али у којима ЕУ има слабу легислативну моћ. Примењује се у различитим политикама, често и у комбинацији са класичним прописима Европске уније. Њиме се омогућава добровољно усаглашавање политика држава чланица кроз серију повезаних корака, укључујући дефинисање заједничких циљева, националне програме реформи којима се имплементирају ови циљеви, редовне националне извештаје и мониторинг на европском нивоу којим се прати напредак чланица. Има цикличну природу с обзиром на то да се циљеви могу ревидирати.
Настао је као потреба да се превазиђу недостаци који су постојали у методу заједнице, што је подразумевало да се политке усаглашавју на нивоу Европске уније тако што се претходно пренесу у њену надлежност. Пошто је дошло до засићења чланица поводом преношења надлежности на Унију, решење се нашло у блажем облику учествовања Европске уније у усаглашавању политика. Због тога су политике о којима се одлучује Отвореним методом усаглашавања неретко осетљиве и могу бити у изричитој надлежности чланица, као што су образовање, пензије и опорезивање. Отворени метод усаглашавања је у оваквим случајевима врло пожељан јер поштује националне разноликости и не доводи до преноса надлежности на Унију. Треба имати у виду да државе увек радије воде сопствене политике, а Отворени метод усаглашавања омогућава дељење информација, усвајање најбоље праксе и унапређивање пре свега националних политика. У друштвеној сфери се акценат ставља на укључивање релевантних заинтересованих учесника укључујући регионалне и локалне актере.

## Карактеристике
- У свом идеалном облику Отворени метод усаглашавања представља нови модел управљања због својих основних карактеристика као што су партиципација и процеси којим се знање и учење стварају и шире међу државама чланицама.[3] Инстурмент је меког права којим се усаглашавају политике на европском нивоу, а који се редовно мења, како у погледу институционалне форме, тако и у погледу циљева политика.[4] Треба, међутим, истаћи да то није једини облик меког модела управљања у Европској унији. Поред тога што има варијација у самом Отвореном методу усаглашавања, постоје бројне квази-регулаторне агенције, јавно-приватна партнерства, добровољни споразуми, друштвене иницијативе и хармонизовани технички стандарди на европском нивоу, који такође представљају инструменте меког управљања на нивоу Европске уније.
- У уговору о функционисању Европске уније не постоји недвосмислена и ошштеприхваћена дефиниција Отвореног метода усаглашавања. С друге стране, у стручној јавности нема сумње да је основни циљ метода усаглашавање политика на европском нивоу која делује кроз  учење и дифузију знања. Без обзира на разлике које постоје у модалитетима Метода, у свим политикама тежи се томе да државе чланице уче једне од других кроз периодично извештавање, стандардизацију и преглед од стране колега како би остварили заједничке циљеве политика. Инструменти који се користе за учење замишљени су тако да буду комплементарни, односно да се међусобно допуњавају. Треба, дакле, бити врло обазрив како не би дошло до тога да ефекти једног умање или неутралишу ефекте осталих инструмената.
- Поред учења и дифузије знања, друга изузетно важна каратеристика метода јесте партиципација . Премда се много учинило у области учења, по питању партиципације Отворени метод усаглашавања сусрео се са бројним изазовима. Управо је то један од најзначајних узрока његове непотпуне примене. Партиципација је кључна из два разлога. Први је очигледан, а то је легитимност, док је други мање евидентан - ефикасност. Метод је замишљен као радар који тражи решења тако што укључује велики број учесника.[5] Стварна партиципација коју организује грађанско друштво у свим фазама и на свим нивоима од кључне је важности за осигуравање примене метода.[6]

## Институционализација и улога органа Европске уније
У Европској унији се одигравају бројни и комплексни процеси између различитих субјеката. Отворени метод усаглашавања као нови модел управљања претпоставља потребу за наднационалним управљањем. Што је већа међудржавна активност, већа је и потреба за наднационалним управљањем. Усаглашавање зависи од субјеката који те политике усаглашавају. Велики значај у том смислу имају наднационални органи који координирају акције које воде ка усаглашавању на европском нивоу, те је неопходно објаснити улогу сваког од тих органа. Ови органи могу да спроведу пренос институционалних овлашћења са чланица уколико добију довољну аутономију за одлучивање да одговоре на захтев друштва за наднационалним управљањем. Предуслов је, дакле, да се чланице добровољно и у потпуности сложе око повећања надлежности ових органа.

### Европска комисија
Лисабонском стратегијом је предвиђено да Европска комисија треба да допринесе усаглашавању међу политикама преко стандардизације и ширења најбоље праксе и да сарађује са различитим учесницима, пре свега социјалним партнерима, компанијама и невладиним сектором.
С обзиром на то да се методом не предвиђа стварање обавезујућих правила, чланице нису у обавези да имплементирају било какве мере. Формално гледано, у Отвореном методу усаглашавања Комисија има само улогу координације.. Могућности Комисије своде се, дакле, на дефинисање циљева и формулисање начина за постизање тих циљева, који се прослеђују даље Савету на усвајање.
Постојала је константна борба за утицај и недлежности између Комисије и држава чланица. Комисија је окривљена да покушава да оствари интеграције из политичких разлога, чак и тамо где нема објективних разлога за усаглашавање. У Отвореном методу усаглашавања она је најутицајнија приликом увођења метода, али чланице преузимају водећу улогу у еволутивним фазама приликом реконфигурације метода.
Улога Комисије у Отвореном методу усаглашавања дуго није била потпуно јасно дефинисана. Прешла је пут од административне улоге, у периоду од 2000. до 2004. године, до политичке улоге након 2005. године. Разјашњавање идеолошког и нормативног утицаја Комисије повезано је са одлуком држава чланица да се разјасни формална подела надлежности између њих и Комисије.
Без обзира на формална ограничења, улога Комисије је изузетно значајна при усаглашавању политика. Она утиче на формулисање најзначајнијих иснтрумената и прати њихову примену, надгледа свеукупни напредак ка усвојеним циљевима на основу скупа индикатора и процењује извештаје чланица. На основу анализе извештаја о напретку ка остваривању циљева, новом стратегијом Европа 2020, Комисија може да издаје Посебне препоруке за државе чланице, а ако је потребно и да упозорава чланице.

### Савет Европске уније
До сада су Савет и Комисија водили примену Отвореног метода усаглашавања, без значајнијег учешћа осталих институција у Европској унији. Спровођење метода започиње тако што прво државе чланице дефинишу скуп заједничких циљева или смерница, квантитативних или квалитативних, након чега се о њима одлучује на нивоу Савета који има задатак да одреди заједнички правац акција.
Савет усваја основне циљеве, водеће иницијативе и интегрисане смернице. Смернице усваја на основу предлога Комисије, а у политици запошљавања се у обзир узима и мишљање Европског парламента. Савет усваја и препоруке које се упућују државама чланицама. Ово се може чинити у контексту националних акционих планова, али и у склопу целокупне стратегије. У области запошљавања и економских смерница издају се заједничке препоруке са Комисијом чега нема у осталим областима. Ако чланица не реагује на препуруку, Комисија може издати упозорење. Савет позива Комисију да да предлоге за водеће иницијативе и предузима неопходне одлуке за имплементацију. На крају циклуса, Комисија и Савет утврђују уочене проблеме и дају препоруке за промене у политикама.

### Европски савет
Отворени метод усаглашавања је усвојен на заседању Европског савета, одржаног у Лисабону 2000. године, а у тачки 36 је предвиђено да Европски савет има најистакнутију улогу у вођењу и координацији у циљу остваривања свеукупне кохерентности, као и у новој стратегији Европа 2020, Европски савет је замишљен тако да утврди свеукупни правац стратегије на основу предлога Комисије.
Циљ Отвореног метода усаглашавања је да до усаглашавања дође на највишем политичком нивоу, односно у Европском савету. Европски савет функционише по заседањима где се државе чланице договарају око даљих корака у развијању Метода. У светлу нове стратегије Европа 2020, посебно су значајна пролећна заседања на којима се даје оцена укупног напретка и макроекономске ситуације и дискутује о економским кретањима.
Европски савет има кључну улогу у одлучивању приликом усвајања стандарда и индикатора, а усваја и циљеве. На основу оцене Комисије, Европски савет и Савет Европске уније, могу упутити посебна упутства државама чланицама за вођење политике.

### Европски суд правде
Судско доношење одлука представља снажан облик управљања јер не само да решава спор између две стране, већ успоставља и формат за будућа суђења. Тако што оправдава одлуку коју управо доноси, даје јасну идеју како ће третирати сличне случајеве у будућности. Суд је имао значајну улогу у остваривању интеграција. Право случаја је променило правну основу заједнице тиме што је увећало капацитет правног система који је могао да одговори захтевима приватних учесника.
Међутим, што је већа могућност да доведе до преноса институционалних овлашћења - то је снажнији разлог да не буде укључен у метод. Суд је намерно искључен како би се осигурала добровољна природа метода. С обзиром на то да Суд има важну, ако не и најважнију улогу у наднационалном приступу, доводи се у питање да ли захтев наднационалног друштва за наднационалним управљањем може бити задовољен без јасног положаја суда.
Ако се узме у обзир потенцијал метода да промовише пренос институционалних овлашћења уопште, одсуство има посебну тежину. Без Суда правна конструкција интеграције кроз метод неће бити могућа. Ово је случај за сваку област где се метод примењује. Чак и у областима где је положај Комисије снажнији, тешко је замислити да ова снажна позиција може компензовати искљученост Суда, најважнијег канала за трансмисију захтева за наднационалним управљањем.

### Европски парламент
Европски парламент има пресудну улогу у доношењу аката Европске уније. Замишљен је као покретачка снага за мобилисање грађана и националних парламената, као ко-легислатор у главним иницијативама. Међутим, улога Европског парламента у Отвореном методу усаглашавања као инструменту меког права, који не подразумева обавезујуће акције, маргинална је.
Значај Европског парламента за Отворени метод усаглашавања огледа се у издавању мишљења. Овим мишљењима се државе чланице могу упућивати на примену Отвореног метода усаглашавања, као што је то, на пример, приликом примене најновије Водеће иницијативе Млади у покрету у оквиру стратегије Европа 2020, где Европски парламент Метод представља као адекватно средство за регулисање политике младих и позива на ближу сарадњу између институција Европске уније.
У области образовања Европски парламент је формирао посебан Одбор за образовање који је део радне групе Европског парламента за Лисабонску стратегију.
Својевремено је Европски парламент усвојио две резолуције којима се позива да Отворени метод усаглашавања буде унет у Конститутивни уговор, а позвао је и на међуинституционални споразум са Саветом и Комисијом, чиме би се положили темељи за избор политика, заједно са процедуром за развијање Отвореног метода усаглашавања као Метода заједнице, што би се могло озваничити на међувладиној конференцији.
Консултације са Европским парламентом приликом усаглашавања политика у оквиру Отвореног метода усаглашавања обављају се само у мањој мери у политици запошљавања и то приликом давања мишљења о смерницама, што је предвиђено Уговором о функционисању Европске уније.

## Положај држава чланица
Главни циљ Лисабонске стратегије и стратегије Европа 2020 јесте унапређење свеукупне економске ситуације, међутим, на Европску унију није пренета надлежност да ствара обавезујућа правила приликом усаглашавања политика држава чланица. Отвореним методом усаглашавања се државама чланицама оставља надлежност за развијање сопствених политика у којима се охрабрују да предузму одређене акције. То је и начин да се државе чланице подстакну на акцију без обавезујућих правила. Метод у значајној мери варира у зависности од спремности држава чланица да предузму заједничке акције.
У политици запошљавања предвиђено је да државе чланице подносе извештаје о стању у областима политика које се усаглашавају Методом. С друге стране, у политикама пензија ови извештаји и даље изостају, али постоје у имиграционој политици. Да бисмо дали целовиту слику положаја држава чланица у процесу усаглашавања, ослонићемо се на њихов положај у политици запошљавања и социјалној политици социјалној политици.
На основу дискусија у оквиру Савета о овим извештајима, државама чланицама дају се смернице којима се од њих тражи да предузму мере за достизање скупа циљева. Приликом дефинисања циљева треба имати у виду различите нивое развоја и стандарда како би они били једнако релевантни за све државе чланице. Анализа извештаја, поређење резлтата и дефинисање најбоље праксе стварају притисак на државе чланице како би достигле постављене циљеве. Том приликом долази и до прегледа од стране колега, а где тога нема, као што је у политици образовања, своди се на учење од колега. На послетку државе чланице треба да известе о резултатима својих политика и мерама које су преузеле у вези са смерницама, а Савет је овлашћен да им, уколико сматра потребним, на предлог Комисије даје препоруке. Такве препоруке се узимају у обзир приликом писања наредних извештаја. Од скора су у политици запошљавања предвиђене и индивидуалне препоруке које још детаљније упућују чланице на даље акције.
Треба имати у виду да су међу државама чланицама Европске уније неке од најразвијенијих и најиновативнијих економија у свету, али Европа има највише шанси за успех ако оне делују колективно као Унија.

## Идеални облик Отвореног метода усаглашавања
Отворени метод усаглашавања варира у зависности од политике у којој се примењује, а ни резултати примене метода нису свуда исти. Замишљено је да се примењује у областима које су првенствено у надлежности држава чланица, међутим, постоје значајне разлике у степену регулисаности тих области Уговором о функционисању Европске уније, што утиче на примену Метода.
Метод је до сада у навећој мери примењен у политици запошљавања и социјалној инклузији. У образовању је приметан значајан помак, а већ дуже време се примењује у политици иновација и политици пензија Изражена је намера за овим типом усаглашавања и у другим областима, као што су заштита животне средине, опорезивање и здравство.
Поступак примене Отвореног метода усаглашавања је дефинисан Лисабонском стратегијом на следећи начин:
- Прво се утврђују смернице за Унију, у комбинацији са специфичним временским распоредима за постизање циљева на краткорочном, средњорочном и дугорочном основу.
- Потом се установљавају, тамо где је то подесно, квантитативни и квалитативн индикатори и стандарди, који су прилагођени потребама различитих држава чланица и сектора.
- Након тога се европске смернице преводе у националне и регионалне политике, постављањем специфичних задатака.
- На крају следи периодично праћење, евалуација и преглед од стране колега, организовани као процес узајамног учења.

### Смернице
Отвореним методом усаглашавања предвиђено је да у дефинисању смерница учествује широк круг заинтересованих учесника заједно са државама чланицама како би на тај начин ојачао демократски карактер европског управљања. Смернице предлаже Европска комисија, а усваја их Савет квалификованом већином. Оне представљају заједничке приоритете у политикама држава чланица. 
Комбинују се са временским таблама за постизање резултата у кратком, средњем и дугом року. Од 2005. године, смернице за запошљавање су интегрисане са економским смерницама. У политици запошљавања сумиране су у приоритете и допуњавају се посебним препорукама за државе чланице. Смерницама и препорукама постављају се циљеви за постизање конкретних резултата.
Смернице се заснивају на компромису између политичких учесника, односно различитих институционалних, идеолошких и интереса у сфери надлежности. Европска комисија је заинтересована за већи обим и већу конкретизацију циљева и за обавезујуће извештавање, међутим, с друге стране су државе чланице које имају интерес за избегавање посебних обавеза у највећој могућој мери. Стога омогућавају да се препозна легитимитет међусобних интереса и превазиђу конфликти преко узајамне сарадње.
Државама чланицама препуштено је да направе посебне реформе у циљу имплементације смерница, и од њих се очекује да се међусобно опонашају и пронађу најбољу праксу за њихову имплементацију. То се обавља преко националних акционих планова, односно националних планова реформи.

### Индикатори
Значајан елемент метода је дефинисање скупа индикатора који се користе за процену исхода националних политика. Индикатори су најразрађенији у социјалној политици и могу да послуже као пример развоју индикатора у свим осталим областима. Индикатори се формирају тако што се прво идентификује суштина проблема и добије јасна и прихватљива нормативна интерпретација која мора бити статистички оцењива. Требало би да буду прилагодљиви за интервенције политика, али не и погодни за манипулацију. Битно је да буду упоредиви међу чланицама, као и на нивоу стандарда УН. Потребно је да буду подложни ревизији, а оцена индикатора не треба да буде превелики терет за чланице, предузећа или грађане ЕУ. Добро структурирани индикатори су избалансирани кроз различите димензије, конзистентни, довољно транспарентни и максимално приступачни грађанима Уније.
Индикаторе утврђују одбори који се састоје од експерата. Тако, на пример, у политици пензија Одбор за економску политику и Одбор за социјалну заштиту у оквиру посебних радних група развијају индикаторе који треба да омогуће упоређивање различитих пензионих система.
Постоји стална потреба за ревизијом и проширењем скупа индикатора како би се узели у обзир неоткривени аспекти, новонастале ситуације и нови подаци. Потребни су разумљиви, поуздани и међународно упоредиви статистички подаци, који могу послужити као поуздана база за стварање политика и процењивање.
Веома је битан однос између индикатора и националних акционих планова јер имају задатак да усмеравају развој националних политика. Они су значајни за тзв. бенчмаркинг. Морају се користити флексибилно како би се усагласиле посебности различитих држава. Индикаторима се мери степен имплементације заједничких циљева у националне политике и стога су предуслов за идентификовање најбоље праксе и омогућавање успешне стандардизације.

### Стандардизација (Benchmarking)
Стандард или Benchmark представља вредност или мерило према коме се упоређују друге вредности. Осмишљен је тако да систематски унапређује процесе и активности кроз поређење са истим или сличним процесима који се сматрају најбољим. Суштина је, дакле, у намери да се учи од најбољих. Отворени метод усаглашавања се заснива на узајамном учењу и ширењу најбоље праксе, а ту кључну улогу имају стандарди. У свом идеалном облику стандардизација је циклични процес усаглашавања кроз циклусе дељења информација и учења.
Стандардизација је концепт који је првобитно коришћен за упоређивање између корпорација чији је примарни циљ максимизација профита. Један од главних проблема приликом примене у социјалној заштити је постављање критеријума за оцењивање резултата социјалне политике у различитим државама.
Кључну улогу у усвајању стандарда као средства за вођење политика Европске уније имао је Европски округли сто индустријалаца (The European Round table of Industrialists), који је истицао значај односа између конкурентности и стварања послова, а стандардизација би требало и да подстакне конкуренцију међу моделима управљања и доведе до иновација.
Лисабонском стратегијом је предвиђена стандардизација најбоље праксе коју ће вршити Европска комисија у сарадњи са различитим актерима, а пре свега са социјалним партнерима, компанијама и невладиним организацијама. Стандардизација у Отвореном методу усаглшавања је добровољна. У питању је отворен процес који зависи од посебности држава чланица, док оне имају централну улогу и кључна је њихова сарадња у циљу учења од других. У том процесу користе се и квантитативни и квалитативни индикатори. Основна критика примене стандарда је да уместо да се заснива на учењу и константном унапређивању, стандарди се фокусирају на постављање циљева и квантитативних мера, што омогућава учесницима манипулацију оним што се од њих очекује.
Стандардизација у отвореном методу усаглашавања је широко распрострањена, али постоје различити контексти, као и политички циљеви у којима се техника користи.

### Национални програми реформи (Национални акциони планови)
Национални програми реформи су од 2005. године и реформе Лисабонске стратегије заменили некадашње Националне акционе планове. Државе чланице креирају националне програме реформи на основу усвојених смерница и препорука. С обзиром на то да се програми припремају на том нивоу, процес учења међу осталим националним актерима требало би да буде у првом плану. Програми би могли да подстакну учење међу релевантним учесницима и на европском нивоу. Ваљало би тиме обухватити широк круг заинтересованих учесника, националних парламената и подстаћи активно учешће грађанског друштва. У пракси је круг учесника мали, и на европском и на националном нивоу, а изражена је критика због неуспеха у укључивању локалних учесника и социјалних партнера.
Програме анализира Комисија како би проверила усаглашеност са смерницама и препорукама. Европски савет на основу мониторинга Комисије и прегледа од стране представника држава чланица у Одборима за запошљавање (ЕМСО), социјалну заштиту и економску политику,оцењује напредак који је постигнут како на националном, тако и на европском нивоу у имплементацији стратегије. Мекроекономски, структурални и развој конкуренције, као и свеукупна финансијска стабилност заједно се испитују. Поред овога Комисија охрабрује прегледање програма међу државама чланицама.
Програми су документи у којима чланице представљају стратегије и следе препоруке које се налазе у смерницама. Чланице сачињавају своје Националне планове реформи тако што детаљно описују акције које ће предузети у складу са усвојеном стратегијом и шта ће учинити поводом препорука Кмисије. Посебно се наглашавају напори као остварењу националних циљева и мера за уклањање препрека које стоје на путу одрживом развоју. 
Недостатак ових програма одувек је била пристрасност држава чланица у давању позитивних оцена о резултатима рада, али и о стању у одређеним областима.

### Преглед од стране колега (peer review)
Прегледом од стране колега утврђују се успешне процедуре и охрабрује њихова инкорпорација у политике осталих чланица путем састанака и размене искустава. Европска комисија је 1999. године у циљу стимулације иницирала примену прегледа од стране колега како би се подстакло учење од осталих чланица кроз размену добре праксе. Он варира у зависности од политике у којој се спроводи. У пензионој је прилично благ са описним прегледом националних програма, а у иновационој политици је више оријентисан ка прегледу успешних политика него ка процени планова.
Партиципација је проширена да укључи социјалне партнере и невладине организације на национоналном и европском нивоу. Преглед од стране колега би требало да се одвија међу групама чланица са сличном институционалном организацијом. Политике у мање проблематичним областима би се вероватно успешније усаглашавале, а меки инструменти би били успешнији.
Тематски семинари се одржавају у склопу Програма за узајамно учење, а о кључним темама се дискутује у полугодишњим циклусима. Још један облик учења, сличан прегледу од стране колега, јесу скупови за учење чији облик варира у зависности од предмета. Они су замишљени тако да обезбеде још боље услове за међусобно учење. Предуслов за боље резултате је заједничко формулисање релних циљева који се могу постићи кроз заједничку акцију.
Преглед има ограничен потенцијал за учење, посебно у областима где постоји недостатак политичке воље. Требало би да омогући стварање лекција и испита услове за пренос иновација из једне земље у другу, а да при том не глорификује квалитет реформи у једној земљи док неку другу критикује, нити да даје добре или лоше оцене творцима политика.

### Мониторинг
Комисија има кључну улогу у мониторингу и процени политика држава чланица. Годишњи извештај се до 2005. године звао заједнички извештај. У овом извештају Комисија процењује националне програме реформи и упоређује их, истиче добру пркасу и врши стандардизацију. Основни циљ је размена информација и учење. Предвиђена су два облика интеракције са чланицама. С једне стране је билатерални, који води Комисија, а с друге мултилатерални, који предводи Савет.
Мониторинг се заснива на предвидивости и задацима који су утврђени унапред, а за то се користе индикатори као централни инструмент мониторинга у Отвореном методу усаглашавања.

## Ограничења Отвореног метода усаглашавања
Отворени метод усаглашавања је на различитим ступњевима примене у различитим политикама. Налази се у распону од идеје до потпуне имплементације. Без обзира на велики потенцијал, очекивања нису у потпуности остварена, те је неопходно дефинисати недостатке и пронаћи начин за њихово решавање.
Замишљен је тако да утицај политике остане на ниском нивоу, али с друге стране настоји да усаглашавање оствари на највишем политичком нивоу, а посебно у оквиру Савета. Органи Европске уније користе сваку прилику да пренесу надлежности са држава чланица на Унију, а различите државе чланице имају различите интересе.
У исто време се ради и на максимизирању економских користи, али се и штити социјални модел. Премда се то међусобно не искључује, давање приоритета једном или другом може довести до конфликта. Потребно је пронаћи праву меру између подстицања конкуренције и подстицања сарадње. Примена метода претпоставља сарадњу и дељење најбоље праксе. Са тим циљем су неки елементи Отвореног метода усаглашавања преузети из пословне праксе и компанијског пословања, као што је стандардизација, којом се државе подстичу да прихвате нова, унапређена решења других чланица и тиме постану конкурентније. С друге стране, сарадња се остварује дељењем информација, смерница и индикатора у политичким областима на нивоу Уније. Велики је изазов направити равнотежу између сарадње, поштовања разноликости политика држава чланица и подстицања и заштите конкуренције
Ограничења која су изворно уграђена у Метод имају своје позитивне стране. Шири контекст конкурентности и правноекономских ограничења је ту да обезбеди макроекономску стабилност у оквиру које је и даље могуће остварити усаглашавање читавог опуса социјално-економских политика.
Тешко је у исто време омогућити да државе развијају политике сопственим темпом и усаглашавати заједничке европске циљеве. Понекад постоје различити интереси и схватања о томе до ког стадијума усаглашавање треба да иде, да ли је то идејно усаглашавање, постављање заједничких циљева или унификација политике на нивоу Европске уније.
Проблеми у примени метода настају када различити инструменти метода остварују контрадикторне резултате, односно када резултати који су остварени у једној фази буду нарушени неадекватном реализациом неке наредне фазе или применом неког другог механизма. Пример за овакву ситуацијију је дефинисање циљева по принципу „од горе ка доле“, где се на нивоу Уније постављају циљеви у политикама уз изостанак демократског укључивања заинтересованих учесника. Овде се као могуће решење нуди улога националних политика у тумачењу циљева и редефинисању на националном нивоу, које више одговара стању у посебној држави чланици. То је подложно, с једне стране, заобилажењу првобитно замишљених циљева, а са друге стране је прилика за укључивање ширег круга учесника у постављању националних циљева.